# Île du Château-Neuf
Pour les articles homonymes, voir Saint-Gildas (homonymie) et île du château.
L'île du Château-Neuf ou île du Château (Ar C'hastell en breton) est une île des Côtes-d'Armor, située dans un archipel communément appelé îles de Buguélès. Elle est au large de la station balnéaire de Port-Blanc sur la commune de Penvénan, dans le pays historique du Trégor.

## Géographie
L'île, située au nord de l'île des Femmes, ferme à l'ouest l'entrée du chenal menant au Port-Blanc. Son Amer est un édicule en pierre blanche qui a été édifié à la fin du XIXe siècle sur le sommet du plus gros rocher carré de l'île appelé le Château.

## Histoire
Lors des guerres napoléoniennes l'île a servi de base avancée pour la défense du port et a abrité une batterie. A la fin du XIXe siècle l'île a servi de carrière.

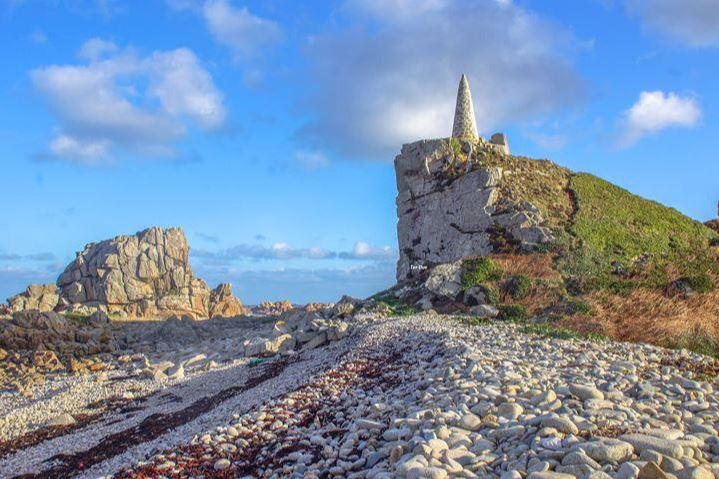
L'Amer sur l'île du Château